# Wyższa Szkoła Polityczna Węgierskiej Socjalistycznej Partii Robotniczej
Wyższa Szkoła Polityczna Węgierskiej Socjalistycznej Partii Robotniczej, Wyższa Szkoła Polityczna Komitetu Centralnego Węgierskiej Socjalistycznej Partii Robotniczej (MSZMP Politikai Főiskola, MSZMP Központi Bizottsága Politikai Főiskolája) – działająca w latach 1968–1989 uczelnia Komitetu Centralnego Węgierskiej Socjalistycznej Partii Robotniczej powołana w celu pogłębienia „nauk marksistowskich”, szkolenia kadr i rozwoju szkolnictwa ustawicznego.

## Historia
Kształcenie ideologiczne i kadrowe komunistów było ważną kwestią dla przywódców Węgierskiej Partii Ludu Pracującego (Magyar Dolgozók Pártja – MDP) po II wojnie światowej, począwszy od 1945. Powstały wtedy tzw. szkoły partyjne (pierwsza w Debreczynie, potem następna w Budapeszcie). Szkoły partyjne organizowały ideowe szkolenie robotników i funkcjonariuszy partyjnych od seminariów po kilkudniowe, tygodniowe, a nawet roczne kursy – często w formie pobytu w internacie. W latach 1949–1968 działała Szkoła Polityczna Węgierskiej Partii Robotniczej oferujące szkolenie dwuletnie. Chociaż nazywała się szkołą, instytucja w rzeczywistości nie nadawała stopnia naukowego. Równolegle działała roczna, pięcio- lub trzymiesięczna i dwutygodniowa szkoła partyjna.

## Historia Wyższej Szkoły Politycznej
W 1968 w celu podniesienia poziomu szkolenia KC WSPR podjął decyzję o dostosowaniu szkolenia do poziomu szkolnictwa wyższego. 1 września 1968 rozpoczęła działalność Wyższa Szkoła Polityczna KC WSPR. Uruchomiono zajęcia dzienne i korespondencyjne, a absolwenci otrzymali stopnie naukowe. Wykładowcom szkoły nadano tytuł wykładowcy uniwersyteckiego. Absolwenci byli zwolnieni z egzaminu z wiedzy ogólnoadministracyjnej, jeżeli podjęli pracę w administracji publicznej.
W wyniku podziału WSPR i zmiany ustrojowej Wyższa Szkoła Polityczna przestała istnieć bez następcy prawnego 31 grudnia 1989, a jego majątek przejęło Ministerstwo Kultury. Niewielkiej liczbie jego studentów udało się kontynuować studia w Instytucie Socjologii Uniwersytetu ELTE.

## Specyfika szkolenia
Szkolenie trwało trzy lata w dziale stacjonarnym i cztery lata w dziale korespondencyjnym. Studenci korespondencyjni byli odseparowani od pracy w celu ukończenia ostatniego semestru studiów iw tym semestrze odbywali zasadniczo kształcenie w pełnym wymiarze godzin. Warunkiem przyjęcia było przygotowanie marksistowskie równoważne z materiałem wiedzy dostępnym na koniec egzaminu maturalnego oraz trzyletni kurs Wieczorowego Uniwersytetu Marksizmu-Leninizmu. Dodatkowym warunkiem było pięć lat praktyki zawodowej – w tym czasie praca w firmach, spółdzielniach, instytutach, urzędach lub służbie w siłach zbrojnych, a jednocześnie udział w działalności organizacji partyjnych lub organizacji masowych w ciągu pięciu lat lub pracować jako samodzielny pracownik WSPR, w organach Węgierskiego Związku Młodzieży Komunistycznej KISZ (Magyar Kommunista Ifjúsági Szövetség), związków zawodowych, Patriotycznego Frontu Ludowego (Hazafias Népfront) oraz innych organizacji i ruchów masowych. Ze względu na wymóg pięcioletniego doświadczenia o przyjęcie mogły ubiegać się osoby, które ukończyły co najmniej 24 lata.

## Media
Od 1983 uczelnia wydawała czasopismo pt. „Biuletyny Szkoły Politycznej” (A Politikai Főiskola Közleményei).

## Rektorzy
- 1968–1977 – Dezső Nemes[9]
- 1977–1987 – József Szabó[9]
- 1988–1989 – Pál Romany[10]

## Siedziba
Przez cały okres istnienia szkoła mieściła się w Budapeszcie XIV w kompleksie budynków dawnego Instytutu Wychowania Dziewcząt Najświętszego Serca z 1883 (proj. Bernhardt Győző) przy ul. Ajtósi Dürer sor 19-21.